# Psigida walkeri
Psigida walkeri är en fjärilsart som beskrevs av Augustus Radcliffe Grote 1867. Psigida walkeri ingår i släktet Psigida och familjen påfågelsspinnare. Inga underarter finns listade.